# Dzala ertobashia
Dzala ertobashia (in georgiano ძალა ერთობაშია?, "La forza è nell'unità") è il motto ufficiale della Georgia.

Stemma della Georgia, dove è presente il motto.

Originariamente deriva con lo stesso nome da una famosa favola di Sulkhan-Saba Orbeliani. Secondo questa favola, tanto tempo fa viveva un re con trenta figli. Un giorno, mentre stava morendo, chiamò i suoi figli e chiese loro di portare delle frecce. Allora il re chiese loro di spezzare le frecce una per una e i figli lo fecero. Il re allora chiese loro di spezzare le frecce tutte in una volta, ma non ci riuscirono. Il re disse: "Insegnate, figli miei, da questo fatto, che c'è 'forza nell'unità'. Se siete insieme, un nemico non può farvi torto, ma se siete divisi, la vittoria sarà dalla loro parte".
Il problema dell'unità è molto reale per lo Stato georgiano, ed è stato probabilmente un fattore decisivo nel rendere la frase come motto nazionale.
Altre versioni di questa frase sono i motti nazionali di Belgio, Bulgaria e Haiti, e anche precedentemente nello Stato scomparso del Traansvaal (nella frase latina Ex Unitate Vires) e in Malesia. C'è una leggenda popolare in Bulgaria su Kubrat, sovrano della Grande Bulgaria, che diede anch'egli ai suoi figli lo stesso consiglio con lo stesso esempio.